# Super Défi Duck
Pour plus de détails, voir Fiche technique et Distribution.
Super Défi Duck (Superior Duck) est un cartoon Looney Tunes, réalisé par Chuck Jones et sorti en 1996, qui met en scène Daffy Duck et plusieurs autres personnages de la franchise tels que Porky Pig, Titi, Charlie le coq, Bip Bip, Taz et Marvin le Martien.